# إيفان ماركوفيتش (لاعب كرة قدم كرواتي)
إيفان ماركوفيتش (بالكرواتية: Ivan Đalma Marković)‏ هو مدرب كرة قدم ولاعب كرة قدم كرواتي، ولد في 6 نوفمبر 1928 في سينج (مدينة) في كرواتيا، وتوفي في 15 نوفمبر 2006 في زغرب في كرواتيا.